# Палеодикоты
Палеодико́ты (лат. palaeodicotes, от др.-греч. παλαιός — «древний» и лат. dicotyledones — «двудольные растения»; англ. Palaeodicots, Basal angiosperms) — группа неопределённого ранга. Используется в работах некоторых учёных — в частности, входящих в «Группу филогении покрытосеменных» (Angiosperm Phylogeny Group, APG).

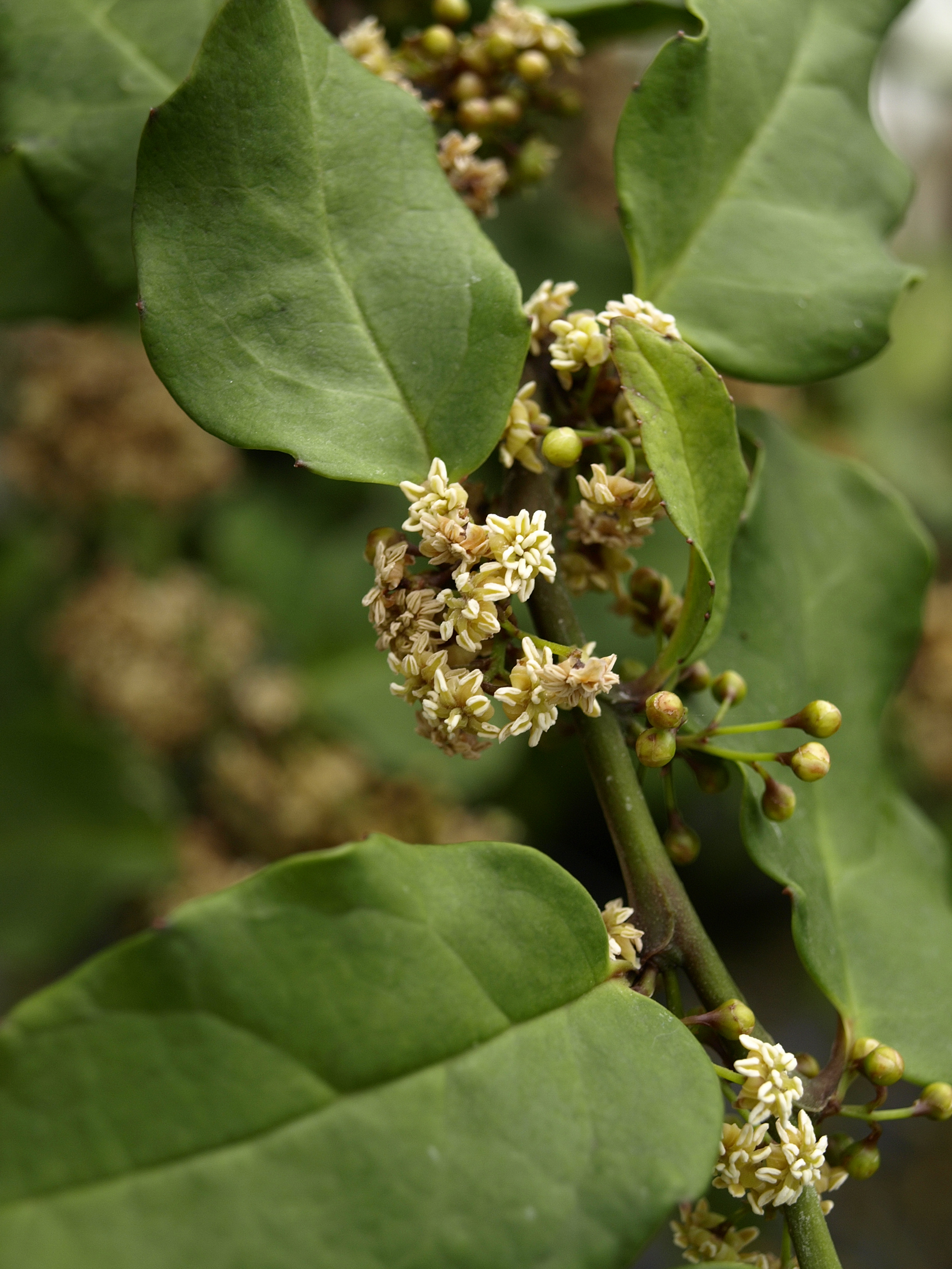
Амборелла волосистоножковая (Amborella trichopoda), цветущее растение

Большая часть цветковых растений относится к одной из двух монофилетических групп, в терминологии APG — eudicots (настоящие двудольные) и monocots (однодольные), однако также существуют растения, которые входят в базальные группы цветковых. Совокупность этих групп, обобщённо называемых «палеодикотами», является парафилетической группой; ранее растения из этих групп также относили к двудольным.

## Таксономия
В группу палеодикот принято включать растения, входящие:  1) в так называемую группу ANITA, название которой образовано от названий родов Amborella, Nymphaea, Illicium, Trimenia и Austrobaileya, представляющих соответственно порядки Amborellales, Nymphaeales и семейства Illiciaceae (ныне входящие в него роды отнесены к семейству Schisandraceae), Trimeniaceae и Austrobaileyaceae (последние три семейства были объединены в порядок Austrobaileyales);  2) в кладу Магнолииды (англ. Magnoliids) и сестринский по отношению к ней порядок Chloranthales. Не включают в объём палеодикот порядок Ceratophyllales, который также стоит вне как однодольных, так и настоящих двудольных (в последнее время его рассматривают как сестринскую группу последних, хотя исследования, проводившиеся в начале XX века, указывали вроде бы на его более тесные связи с однодольными).
В более развёрнутом виде (до уровня семейств) объём группы палеодикот можно, ориентируясь на Систему классификации APG III (2009), охарактеризовать так:
- Amborellales
  - Amborellaceae
- Nymphaeales
  - Cabombaceae
  - Hydatellaceae
  - Nymphaeaceae
- Austrobaileyales
  - Austrobaileyaceae
  - Schisandraceae
  - Trimeniaceae
- Chloranthales
  - Chloranthaceae

Magnoliids
- Canellales
  - Canellaceae
  - Winteraceae

- Piperales
  - Aristolochiaceae
  - Hydnoraceae
  - Lactoridaceae
  - Piperaceae
  - Saururaceae

- Laurales
  - Atherospermataceae
  - Calycanthaceae
  - Gomortegaceae
  - Hernandiaceae
  - Lauraceae
  - Monimiaceae
  - Siparunaceae

- Magnoliales
  - Annonaceae
  - Degeneriaceae
  - Eupomatiaceae
  - Himantandraceae
  - Magnoliaceae
  - Myristicaceae

Следует заметить, что Гидателловые (Hydatellaceae), долгие годы считавшиеся одной из наиболее эволюционно продвинутых групп однодольных растений, в 2006 году в результате молекулярных исследований были отнесены к порядку Nymphaeales, то есть к палеодикотам.